# Leszek Król
Leszek Władysław Król (ur. 17 czerwca 1929 w Krakowie, zm. 31 marca 2020) – polski specjalista w zakresie metalurgii, prof. dr hab.

## Życiorys
Ukończył w 1948 liceum ogólnokształcące, następnie studiował w Akademii Górniczo-Hutniczej w Krakowie. Po ukończeniu w 1953 studiów rozpoczął pracę zawodową w Hucie „Kościuszko” w Chorzowie, jako kierownik zmiany na Wydziale Wielkich Pieców. Obronił pracę doktorską, uzyskał stopień doktora habilitowanego. Otrzymał nominację profesorską. Piastował stanowisko profesora zwyczajnego w Katedrze Ekonomii, Zarządzania i Inżynierii Produkcji Wyższej Szkole Ekonomii i Administracji w Bytomiu. Od 1962 przez siedem lat kierował Wydziałem Wielkopiecowym w ówczesnej Nowej Hucie. Od 1969 do przejścia na emeryturę w 1999 pracował w Katedrze Metalurgii Ekstrakcyjnej na Wydziale Inżynierii Materiałowej i Metalurgii Politechniki Śląskiej w Gliwicach, której przez wiele lat był kierownikiem. W latach 1982–1987 był dziekanem Wydziału Inżynierii Materiałowej. Od 1975 roku był ekspertem UNIDO. 
Zmarł 31 marca 2020. Pochowany na cmentarzu Rakowickim (kwatera Pas D-wsch-4).

## Ordery i odznaczenia
- Krzyż Komandorski Orderu Odrodzenia Polski[4]
- Złota odznaka „Zasłużonemu w Rozwoju Województwa Katowickiego” (1975)[5]